# Bernat I de Queralt
Bernat Guillem de Queralt o Bernat I de Queralt per als genealogistes (?-1098/1111), va ser un noble català, senyor de Queralt, Gurb, Sallent i Oló.
Pertanyent al llinatge dels Queralt o Gurb, era fill de Guillem I de Queralt i Ermessenda.
Es va casar amb Teresa, i d'aquest matrimoni en sorgiren dos fills: Guillem, casat amb Aldonça, de Narbona, i Berenguer I de Queralt, hereu de les senyories.
Germà de Guisla de Queralt (senyora de Manlleu com a esposa d'Amat Elderic d'Orís), Pere, Miró i Berenguer (senyor de Santa Coloma). En morir Guisla el 1098, va rebre en herència el castell de Manlleu, que es disputava amb el monestir de Ripoll.

## Fets destacats
El 19 de maig de 1084 va firmar un conveni amb Ramon Folch, viscomte de Cardona, per venjar la mort de Ramon Berenguer II, presumiblement produïda pel seu germà Berenguer Ramon II "el Fratricida". Just un any més tard, va participar en una reunió de nobles catalans per designar el tutor del fill del comte assassinat (el futur Ramon Berenguer III), i prosseguir els intents d'atacar militarment Ramon Berenguer II. El comte aconsegueix que la majoria de nobles assistents en aquella reunió en reconeguin la sobirania i acceptin aquell mateix any la tutoria sobre el seu nebot; Bernat Guillem de Queralt no ho farà fins a 1089. En recompensa, Berenguer Ramon II li retorna els dominis perduts. En recompensa, Berenguer Ramon II li retorna els dominis perduts.
Bernat Guillem de Queralt també és conegut per haver estat el tutor de Ramon Berenguer III durant la seva infància i joventut. Gràcies a aquests serveis, va ser recompensat amb el Castell Nou de Barcelona.